# Myristica laevis
Myristica laevis är en tvåhjärtbladig växtart. Myristica laevis ingår i släktet Myristica och familjen Myristicaceae.

## Underarter
Arten delas in i följande underarter:
- M. l. badia
- M. l. laevis